# Lophophora diffusa
Lophophora diffusa, comumente conhecido como "peiote falso", é uma espécie de planta da família Cactaceae e uma das duas únicas espécies da Lophophora gênero. É endêmico do México nos arredores de Querétaro. Esta espécie contém zero traços quantidades de mescalina; pelotina, cujos efeitos psicoativos são comparativamente mínimos, é o principal alcaloide. O nome da espécie  difusa  refere-se aos tubérculos chatos que estão estendidos sem que a planta tenha costelas(saliências) verticais proeminentes.

## Descrição
As plantas são amarelo-esverdeadas, geralmente sem nervuras e sulcos bem definidos. As podárias raramente são elevadas, mas são largas e planas. Os tufos de cabelo geralmente se espalham desigualmente na podaria proeminente. As flores são geralmente esbranquiçadas a branco-amareladas.

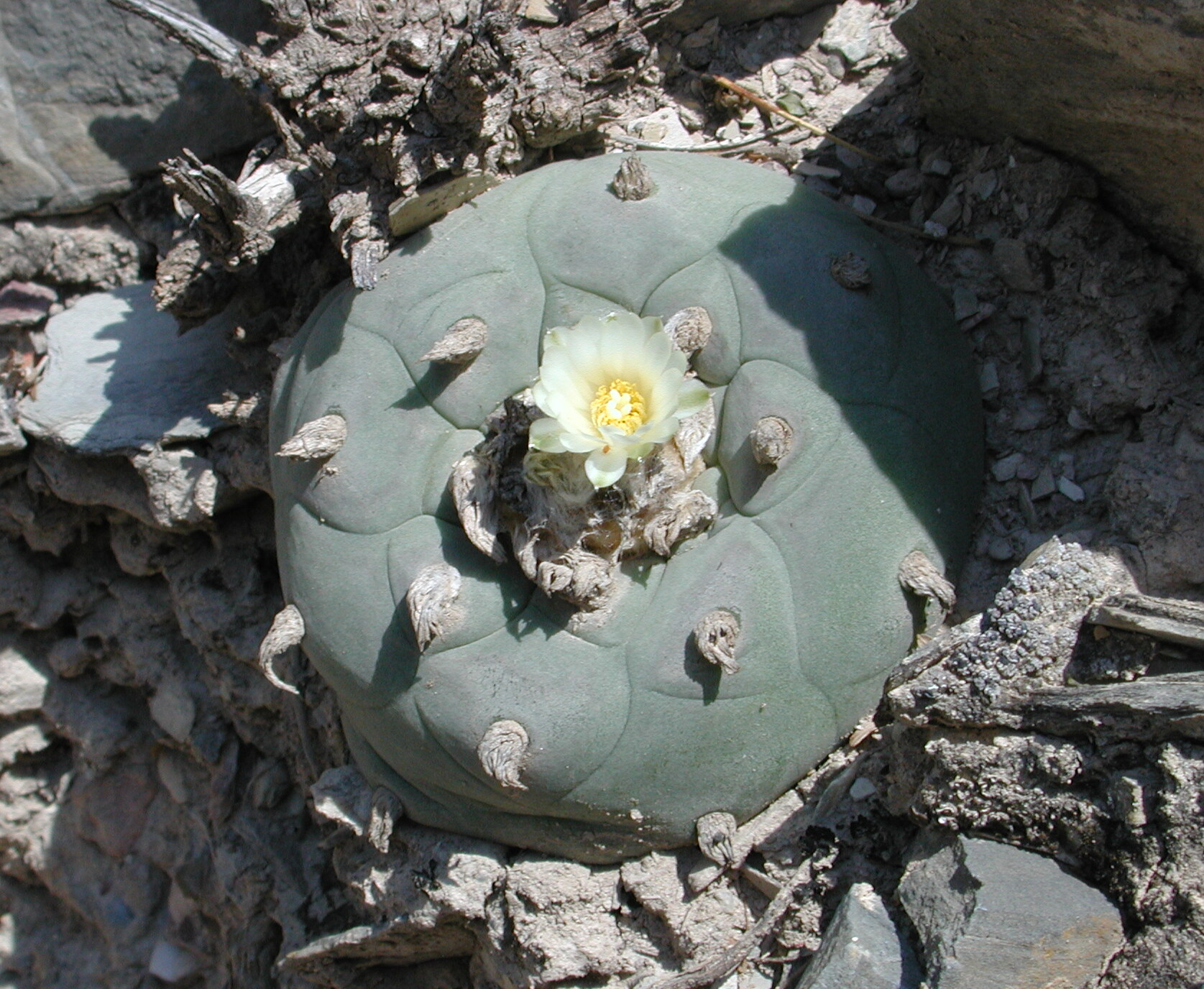
Lophophora diffusa

## Distribuição
Seu habitat natural é semi-desertos em encostas e leitos de rios, e sob a sombra de vários arbustos e plantas enfermeiras. É considerado vulnerável devido a uma distribuição muito pequena, pequena população de menos de 3.000 indivíduos. e coleta ilegal. É coletado ilegalmente por pessoas que procuram peiote e como uma planta ornamental.

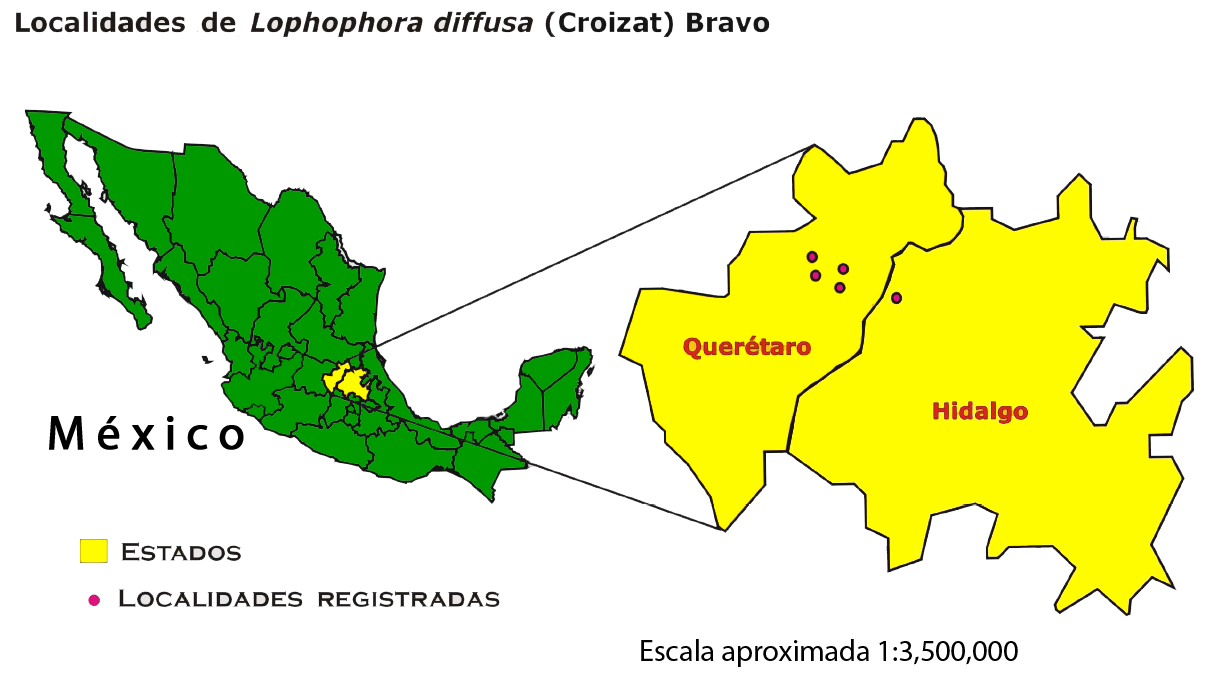
Distribuição da Lophophora diffusa, no México